# Товарное производство
Товарное производство — это такой вид организации, при котором все продукты создаются для продажи. Возникает из-за общественного разделения труда и ведётся экономически обособленными производителями.

## История
Простое товарное производство — производство продуктов для обмена между самостоятельными частными производителями-крестьянами и ремесленниками. Его существенные черты следующие:
1. Общественное разделение труда как материальное условие существования товарного производства.
2. Частная собственность на средства производства и продукты труда.
3. Личный труд собственника на средства производства, удовлетворение общественных потребностей осуществляется посредством купли-продажи продуктов труда.
4. Экономическая связь между людьми осуществляется через рынок, то есть носит общественный характер.

При развитом товарном производстве товарами становятся не только все продукты труда, но и факторы производства, в том числе и рабочая сила. Рыночные отношения приобретают всеобщий характер. Происходит овеществление всей системы экономических отношений, которые выступают как отношения между вещами, возникает товарный фетишизм.

В новом качестве товарное производство связано с утверждением капиталистического способа производства в процессе первоначального накопления капитала, которое образует предысторию капитала и включает две стороны:
1. Превращение массы производителей в лично свободных, но в то же время лишенных всяких средств производства с одновременным появлением «нового товара» — рабочей силы (насильственное обезземеливание крестьянства).
2. Сосредоточение денежного богатства и средств производства в руках меньшинства (появление первых капиталистов через колониальные системы, системы государственных займов, налоговые системы, системы протекционизма).

## Признаки
- Общественное разделение труда, приводящее к образованию излишков продуктов как основы обмена
- Экономическое обособление хозяйствующих субъектов, когда основные экономические решения принимаются самостоятельно производителями и потребителями
- Производство ведется в условиях свободной конкуренции
- Производство продукта на продажу
- Эквивалентность в обмене товарами
- Косвенные, опосредованные связи между производством и потреблением, когда движение продукта осуществляется по стадиям: производство - распределение - обмен - потребление[1]